# Kiln House
Kiln House är ett musikalbum av Fleetwood Mac som lanserades i september 1970 på Reprise Records. Det var deras första album utan Peter Green, och det sista som Jeremy Spencer medverkade på. Christine McVie blev inofficiell medlem under det här albumets tillkomst och designade även skivans fodral.

## Låtlista
1. "This Is the Rock" (Jeremy Spencer) – 2:45
2. "Station Man" (Danny Kirwan, Spencer, John McVie) – 5:49
3. "Blood on the Floor" (Spencer) – 2:44
4. "Hi Ho Silver" (Fats Waller, Ed Kirkeby) – 3:05
5. "Jewel Eyed Judy" (Kirwan, Mick Fleetwood, J McVie) – 3:17
6. "Buddy's Song" (Buddy Holly) – 2:08
7. "Earl Gray" (Kirwan) – 4:01
8. "One Together" (Spencer) – 3:23
9. "Tell Me All the Things You Do" (Kirwan) – 4:10
10. "Mission Bell" (Jesse D. Hodges, William Michael) – 2:32

## Listplaceringar
- Billboard 200, USA: #69[1]
- UK Albums Chart, Storbritannien: #39[2]